# Time (Clock of the Heart)
Time (Clock of the Heart) är en låt av den brittiska popgruppen Culture Club. Den utgavs som singel 1982 och nådde 3:e plats på brittiska singellistan. Den blev en topp 10-hit i flera länder, och nådde 11:e plats på Sverigetopplistan.

## Låtförteckning
7" singel Virgin Records VS 558 och 7" bildskiva VSY 558
- Time (Clock of the Heart) – 3.42
- White Boys Can't Control It – 3.42

12" singel Virgin Records VS 558-12
- Time (Clock of the Heart) – 3.42
- White Boys Can't Control It – 3.42
- Romance Beyond the Alphabet  – 3.44[3]